# Balclutha jafara
Balclutha jafara är en insektsart som beskrevs av Webb 1980. Balclutha jafara ingår i släktet Balclutha och familjen dvärgstritar. Inga underarter finns listade i Catalogue of Life.